# Цховребашвили, Николоз
Николоз Цховребашвили (груз. ნიკოლოზ ცხოვრებაშვილი; род. 7 января 2004) — грузинский футболист, полузащитник тбилисского «Динамо».

## Карьера

### «Динамо» Тбилиси
Воспитанник футбольной академии тбилисского «Динамо». В начале 2022 года футболист был переведён во втору команду клуба, вместе с которой по итогу сезона стал чемпионом Третьей лиги. Новый сезон футболист начал также в составе второй команды 28 февраля 2023 года с матча против клуба «Спаэри», выйдя на замену на 87 минуте. По итогу первой половины сезона футболист провёл за клуб 9 матчей, результативными действиями не отличившись. 

### «Лиепая»
В июле 2023 года футболист перешёл в латвийскую «Лиепаю». Дебютировал за клуб 4 июля 2023 года в матче против столичной «Риги», выйдя на замену на 58 минуте. Первым результативным действием за клуб футболист отличился 11 ноября 2023 года в матче заключительного тура чемпионата против клуба «Супер Нова», отдав голевую передачу. По итогу сезона футболист вместе с клубом закончил сезон на итоговом пятом месте в чемпионате. По окончании сезона футболист покинул латвийский клуб.

### «Динамо» Тбилиси
В январе 2024 года футболист вернулся в тбилисское «Динамо», присоединившись ко второй команде клуба. Первый матч за клуб футболист сыграл 5 марта 2024 года против клуба «Рустави», выйдя на поле в стартовом составе, также отличившись забитым голом, реализовав пенальти.

## Международная карьера
В сентябре 2021 года футболист получил вызов в юношескую сборную Грузии до 19 лет, за которую дебютировал в товарищеских матчах против сборной Эстонии. В октябре 2021 года футболист вместе со сборной отправился на квалификационные матчи юношеского чемпионата Европы. В апреле 2022 года футболист принял участие в матчах за юношескую сборную Грузии до 18 лет. Дебютный гол за сборную до 19 лет футболист забил 27 сентября 2022 года в матче против сборной Черногории.
В начале сентября 2023 года футболист вместе с молодёжной сборной Грузии отправился на квалификационные матчи молодёжного чемпионата Европы. Дебютировал за сборную 6 сентября 2023 года в матче против сборной Гибралтара, выйдя на поле в начале второго тайма.

## Достижения
«Динамо-2» Тбилиси
- Победитель Третьей лиги: 2022